# Limnohelina bivittata
Limnohelina bivittata är en tvåvingeart som beskrevs av Malloch 1930. Limnohelina bivittata ingår i släktet Limnohelina och familjen husflugor. Inga underarter finns listade i Catalogue of Life.